# PJ Hall
Paul Jerome «PJ» Hall (Spartanburg, Carolina del Sur, 21 de febrero de 2002) es un baloncestista estadounidense que pertenece a la plantilla de los Denver Nuggets de la NBA, con un contrato dual que le permite jugar además con los Grand Rapids Gold de la G League. Con 2,08 metros de estatura, juega en la posición de pívot.

## Trayectoria deportiva

### Universidad
Jugó cuatro temporadas con los Tigers de la Universidad Clemson, en las que promedió 14,2 puntos, 5,3 rebotes, 1,1 asistencias y 1,1 tapones por partido. en su temporada júnior fue incluido en el tercer mejor quinteto de la Atlantic Coast Conference, tras promediar 15,3 puntos y 5,7 rebotes por partido, mientras que en su última temporada apareció en el mejor quinteto de la conferencia.

#### Estadísticas
| Año     | Equipo  | PJ  | PT | MPP  | %TC  | %3P  | %TL  | RPP | APP | ROB | TPP | PPP  |
| ------- | ------- | --- | -- | ---- | ---- | ---- | ---- | --- | --- | --- | --- | ---- |
| 2020–21 | Clemson | 21  | 0  | 10.0 | .492 | .133 | .750 | 2.0 | .1  | .2  | .2  | 3.5  |
| 2021–22 | Clemson | 30  | 29 | 27.6 | .493 | .308 | .781 | 5.8 | 1.6 | .5  | 1.3 | 15.5 |
| 2022–23 | Clemson | 33  | 27 | 24.6 | .535 | .398 | .786 | 5.7 | 1.0 | .7  | 1.1 | 15.3 |
| 2023–24 | Clemson | 36  | 36 | 28.9 | .488 | .315 | .779 | 6.4 | 1.4 | .8  | 1.4 | 18.3 |
| Total   | Total   | 120 | 92 | 24.1 | .503 | .326 | .780 | 5.3 | 1.1 | .6  | 1.1 | 14.2 |

### Profesional
Tras no ser elegido en el Draft de la NBA de 2024, se unió a los Denver Nuggets para disputar la Liga de Verano de la NBA, franquicia con la que firmó un contrato dual el 10 de julio.

## Estadísticas de su carrera en la NBA

### Temporada regular
| Año     | Equipo | PJ | PT | MPP | %TC  | %3P  | %TL  | RPP | APP | ROB | TPP | PPP |
| ------- | ------ | -- | -- | --- | ---- | ---- | ---- | --- | --- | --- | --- | --- |
| 2024-25 | Denver | 19 | 0  | 3.5 | .583 | .250 | .750 | 1.2 | .2  | .0  | .2  | 1.7 |
| Total   | Total  | 19 | 0  | 3.5 | .583 | .250 | .750 | 1.2 | .2  | .0  | .2  | 1.7 |